# Cantharocnemis downesii
Cantharocnemis downesii är en skalbaggsart som beskrevs av Francis Polkinghorne Pascoe 1858. Cantharocnemis downesii ingår i släktet Cantharocnemis och familjen långhorningar.
Artens utbredningsområde är:
- Nepal.
- Sri Lanka.

Inga underarter finns listade.